# Sedučnikov potok
Sedučnikov potok je potok, ki izvira v bližini naselja Dovje pri Mojstrani, nedaleč od tod pa se kot levi pritok izliva v Savo Dolinko.